# Shikken
Lo shikken (執権?) fu il ruolo di primo ministro (o meglio di capo del governo, mandokoro) durante lo shogunato Kamakura;  il ruolo fu monopolio del clan Hōjō.
Hōjō Tokimasa, suocero del primo shōgun Minamoto no Yoritomo, divenne shikken per la prima volta nel 1203. Quando Tokimasa fu in grado di sostituire il secondo shōgun Yoriie, che gli si era opposto, con Sanetomo, divenne di fatto la suprema autorità del Paese.
Il figlio di Tokimasa, Yoshitoki rafforzò la posizione dello shikken unendovi quella di presidente del samurai-dokoro dopo la sconfitta del clan Wada. Nel 1224 il figlio di Yoshitoki, Hōjō Yasutoki, istituì la posizione di rensho (cofirmatario) come assistente dello shikken.
Inizialmente la posizione di shikken fu occupata dal tokusō, il capo del clan Hōjō, ma Hōjō Tokiyori separò le due cariche, dando a Hōjō Nagatoki il ruolo di shikken e a suo figlio Tokimune quella di tokusō, carica che si rivelò più influente di quella di shikken.

## Lista di shikken
1. Hōjō Tokimasa (shikken 1199 - 1205)
2. Hōjō Yoshitoki (shikken 1205 - 1224)
3. Hōjō Yasutoki (shikken 1224 - 1242)
4. Hōjō Tsunetoki (shikken 1242 - 1246)
5. Hōjō Tokiyori (shikken 1246 - 1256)
6. Hōjō Nagatoki (shikken 1256 - 1264)
7. Hōjō Masamura (shikken 1264 - 1268)
8. Hōjō Tokimune (shikken 1268 - 1284)
9. Hōjō Sadatoki (shikken 1284 - 1301)
10. Hōjō Morotoki (shikken 1301 - 1311)
11. Hōjō Munenobi (shikken 1311 - 1312)
12. Hōjō Hirotoki (shikken 1312 - 1315)
13. Hōjō Mototoki (shikken 1315 - 1316)
14. Hōjō Takatoki (shikken 1316 - 1326)
15. Hōjō Sadaaki (shikken 1326)
16. Hōjō Moritoki (shikken 1326 - 1333)